# La Guirlande de fruits
La Guirlande de fruits, également La Couronne de fruits ou La Chance du Temps, est une peinture allégorique réalisée conjointement par Pierre Paul Rubens, Frans Snyders et Jan Wildens en 1616-1617. Dans cette toile, Rubens dépeint ses enfants comme des putti, tandis que Snyders exécute la guirlande de fruits à la manière d'une nature morte, et Wildens complète la peinture de paysage en arrière-plan. Le motif baroque de la peinture flamande du XVIIe siècle est l'une des représentations de putti les plus célèbres de l'histoire de l'art.

## Description et signification
Le motif allégorique de la guirlande de fruits symbolise - à l'instar de la corne d'abondance - le bonheur et la plénitude de la vie. Elle a été cultivée, à partir des symboles de fertilité issus de la mythologie grecque et romaine, notamment dans la peinture de la Renaissance italienne, par exemple par Andrea Mantegna, dont Rubens avait étudié l'œuvre en Italie. Les figures d'enfants représentées comme des angelots des Érotes ou des cupidons, dont les corps dodus et nus correspondent aux formes charnues du fruit et donnent à l'ensemble une dynamique baroque, soulignent le symbolisme en tant que putti.
L'œuvre a été créée dans l'atelier de Rubens à Anvers en collaboration avec le peintre de natures mortes Frans Snyders et le peintre paysagiste Jan Wildens. Parce qu'un arrangement similaire d'enfants et de fruits est conservé dans l'esquisse L'Image de Cérès de Jan Brueghel l'Ancien au Musée de l'Ermitage de Saint-Pétersbourg, le peintre et écrivain d'art Hermann Knackfuss a supposé que Rubens a développé son motif à partir de cette image. Rubens avait ses enfants Clara, Serena et Albert, nés de sa femme Isabella Brant en 1611 et 1615, comme modèles pour les putti.

## Provenance et accueil

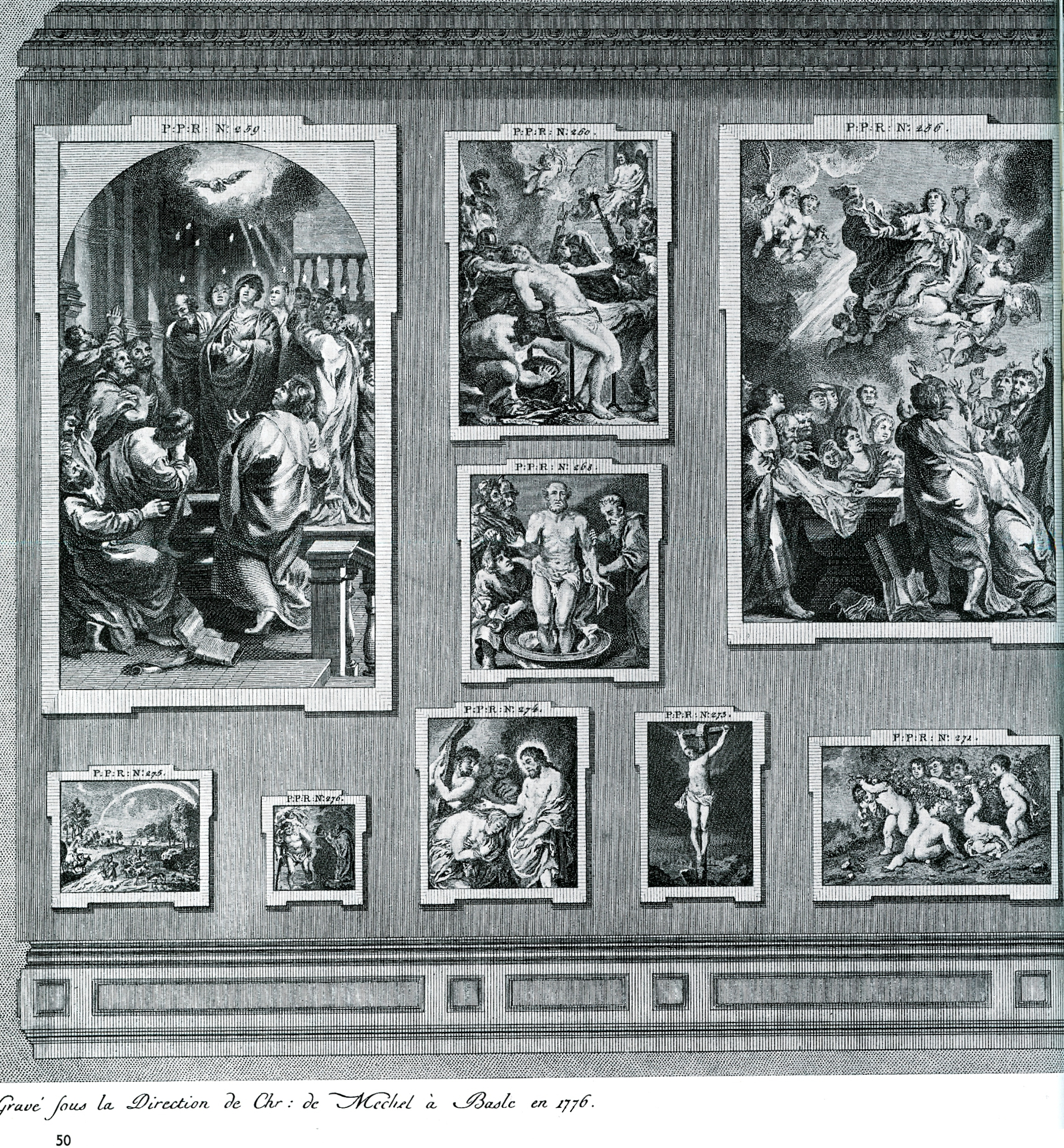
Représentation du tableau (en bas à droite) dans une gravure sur cuivre de La Galerie Électorale de Dusseldorff par Nicolas de Pigage, 1778.

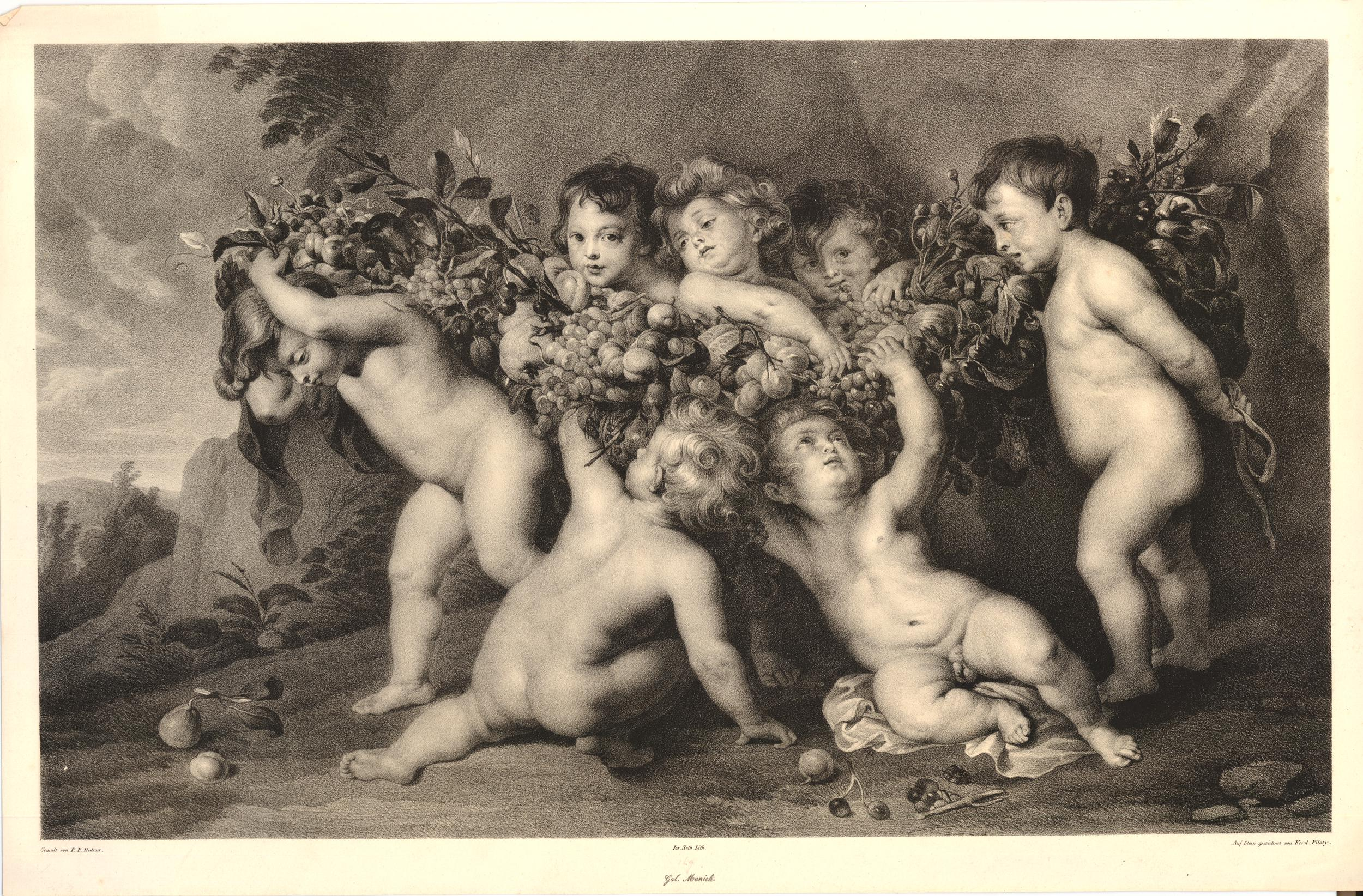
Lithographie de Josef Anton Selb, 1820/1821.

L'oeuvre s'est retrouvée dans la collection d'art de Düsseldorf du prince-électeur du Palatinat Johann Wilhelm. Au XVIIIe siècle, elle était exposée dans la salle Rubens de sa galerie de peintures au château de Düsseldorf. Là, a été reçu, entre autres, l'écrivain voyageur Georg Forster, et le tableau a été copié par le graveur Heinrich Schmitz à des fins graphiques. Comme la majorité de la collection d'art de l'électeur de Düsseldorf et de ses successeurs, le tableau est arrivé à Munich en 1806, où il a été exposé à la Pinacothèque qui a ouvert ses portes en 1836, et a fait une impression « inoubliable » sur l'historien de l'art Jacob Burckhardt. À Munich, Ferdinand Piloty et Josef Anton Selb ont réalisé une lithographie du tableau, Leo Schöninger une galvanographie, Johann Leonhard Raab une gravure, Franz Hanfstaengl une photographie, Otto Wustlich une peinture sur porcelaine, Ludwig Horst une copie, et Friedrich Vogel une gravure.

## Littérature
- Hans Gerhard Evers : Pierre Paul Rubens. F. Bruckmann, Munich 1942, 528 pages, 272 images, 4 planches en couleurs (édition flamande par De Sikkel, Anvers 1946).
- Hans Gerhard Evers : Rubens et son Œuvre. Nouvelle recherche. De Lage Landen, Bruxelles 1943.
- Reinhold Baumstark (éd.), Marcus Dekiert, Christian Quaeitzsch : photos de l'électeur Johann Wilhelm. Tome 2 : Galerie et Cabinets. Hirmer, Munich 2009  (ISBN 978-3-7774-6085-7), p. 98, no 232.